# Viceadmiral (ZDA)
Viceadmiral (izvirno angleško Vice admiral; okrajšava VADM) je višji vojaški čin v Vojni mornarici ZDA, Obalni straži ZDA, Častniškega korpusa Javne zdravstvene službe ZDA, Častniškega korpusa Nacionalne oceanske in atmosferske administracije ZDA in Mornariške službe ZDA. Je trozvezdni čin z oznako O-9. Viceadmiral je nadrejen kontraadmiralu in podrejen admiralu. Ustreza mu čin generalporočnika v drugih uniformiranih službah ZDA.

## Oznake
- Admiralska zastava Vojne mornarice ZDA
- Oznake čina viceadmirala Vojne mornarice ZDA
- Oznake čina viceadmirala Obalne straže ZDA
- Oznake čina viceadmirala Častniškega korpus Javne zdravstvene službe ZDA
- Oznake čina viceadmirala Častniškega korpusa Nacionalne oceanske in atmosferske administracije ZDA

## Zakonske omejitve
Zakonik ZDA izrecno določa največje število viceadmiralov na aktivnem služenju; trenutno je to omejeno na 160 admiralov Vojne mornarice ZDA, pri čemer ne sme več kot 25% admiralov imeti več kot dvozvezni čin. Nekateri od teh činov pa so pogojeni s položajem. Tako je Glavni kirurg Vojne mornarice ZDA (Surgeon General of the United States Navy) viceadmiral. Vrhovni pravnik Vojne mornarice ZDA (Judge Advocate General of the Navy) mora imeti čin viceadmirala Vojne mornarice ZDA oz. generalporočnika Korpusa mornariške pehote ZDA; Vrhovni kirurg ZDA (Surgeon General of the United States) je tudi viceadmiral v Public Health Service Commissioned Corps. V omejitveno kvoto pa ne sodijo častniki, ki delujejo na področju obveščevalne dejavnosti, vključno s namestnikom direktorja Centralne obveščevalne agencije. Predsednik ZDA lahko doda več viceadmiralov k Vojni mornarici ZDA, če zmanjša število enakovrednih trozvezdnih častnikov iz drugih služb Finally, all statutory limits may be waived at the President's discretion during time of war or national emergency..